# Say My Name (David Guetta, Bebe Rexha & J Balvin)
Say My Name is een nummer uit 2018 van de Franse dj David Guetta, de Amerikaanse zangeres Bebe Rexha en de Colombiaanse zanger J Balvin. Het is de negende single van Guetta's zevende studioalbum 7.
Het nummer is een van de vele hits die Guetta gescoord heeft in 2018. In zijn thuisland Frankrijk behaalde "Say My Name" de 7e positie. In Rexha's thuisland de Verenigde Staten flopte het nummer echter, terwijl het in Balvins thuisland Colombia de 67e positie behaalde. In de Nederlandse Top 40 deed het nummer het goed met een 7e positie, terwijl het in de Vlaamse Ultratop 50 met een 44e positie minder succes had.